# Olympische Sommerspiele 1996/Teilnehmer (Österreich)
| Gelbes Symbol für Goldmedaillen mit stilisierten Olympischen Ringen | Graues Symbol für Silbermedaillen mit stilisierten Olympischen Ringen | Braundes Symbol für Bronzemedaillen mit stilisierten Olympischen Ringen |
| ------------------------------------------------------------------- | --------------------------------------------------------------------- | ----------------------------------------------------------------------- |
| —                                                                   | 1                                                                     | 2                                                                       |

Österreich nahm bei den Olympischen Sommerspielen 1996 in der US-amerikanischen Metropole Atlanta mit 72 Sportlern, 56 Männern und 16 Frauen, in 15 Sportarten teil.
Seit 1896 war es die 22. Teilnahme Österreichs bei Olympischen Sommerspielen.

## Flaggenträger
Der Segler Hubert Raudaschl trug die Flagge Österreichs während der Eröffnungsfeier am 19. Juli 1996 im Centennial Olympic Stadium.

## Medaillengewinner
Mit einer gewonnenen Silber- und zwei Bronzemedaillen belegte das österreichische Team Platz 57 im Medaillenspiegel.

### Silber
| Name           | Sportart | Wettkampf  |
| -------------- | -------- | ---------- |
| Wolfram Waibel | Schießen | Luftgewehr |

### Bronze
| Name           | Sportart       | Wettkampf                       |
| -------------- | -------------- | ------------------------------- |
| Theresia Kiesl | Leichtathletik | Frauen 1500 m                   |
| Wolfram Waibel | Schießen       | Kleinkaliber Dreistellungskampf |

## Teilnehmer nach Sportarten

### Badminton
| Disziplin | Männer                  |
| --------- | ----------------------- |
| Einzel    | Hannes Fuchs (2. Runde) |

### Fechten
| Disziplin      | Männer                                                                        |
| -------------- | ----------------------------------------------------------------------------- |
| Florett Einzel | Marco Falchetto (1. Runde) Michael Ludwig (2. Runde) Joachim Wendt (2. Runde) |
| Florett Team   | Marco Falchetto, Michael Ludwig, Joachim Wendt (4.)                           |

### Judo
| Disziplin         | Männer                       | Frauen                    |
| ----------------- | ---------------------------- | ------------------------- |
| Leichtgewicht     | Thomas Schleicher (Vorrunde) |                           |
| Halbmittelgewicht | Patrick Reiter (Vorrunde)    |                           |
| Mittelgewicht     | Sergei Klischin (Vorrunde)   | Mariela Spacek (Vorrunde) |
| Schwergewicht     | Eric Krieger (Vorrunde)      |                           |

### Kanu
| Disziplin            | Männer                                    | Frauen               |
| -------------------- | ----------------------------------------- | -------------------- |
| Kajak-Einzel, 500 m  |                                           | Uschi Profanter (6.) |
| Kajak-Einzel, Slalom | Manuel Köhler (42.) Helmut Oblinger (28.) |                      |

### Leichtathletik
| Disziplin         | Männer                                                                                  | Frauen                          |
| ----------------- | --------------------------------------------------------------------------------------- | ------------------------------- |
| 110 m Hürden      | Elmar Lichtenegger (1. Runde) Mark McKoy (2. Runde) Herwig Röttl (1. Runde)             |                                 |
| 200 m             | Thomas Griesser (1. Runde) Christoph Pöstinger (1. Runde)                               |                                 |
| 4 × 100 m Staffel | Thomas Griesser, Martin Lachkovics, Christoph Pöstinger, Martin Schützenauer (1. Runde) |                                 |
| 1500 m            | Werner Edler-Muhr (1. Runde) Thomas Ebner (1. Runde)                                    | Theresia Kiesl                  |
| Weitsprung        |                                                                                         | Ljudmila Ninova (Qualifikation) |

### Radsport
| Disziplin                         | Männer | Frauen            |
| --------------------------------- | --- | ----------------- |
| Straße                            | Peter Luttenberger (81.) Harald Morscher (46.) Werner Riebenbauer (44.) Georg Totschnig (62.) Peter Wrolich (54.) | Tanja Klein (22.) |
| Zeit                              | | Tanja Klein (23.) |
| Bahnradrennen (Punkte)            | Franz Stocher (12.)                                                                                               | Tanja Klein (16.) |
| Bahnradrennen (1000 m Zeitfahren) | Christian Meidlinger (9.)                                                                                         |                   |
| Mountainbike                      | Ernst Denifl (28.)                                                                                                |                   |

### Reiten
| Disziplin       | Männer | Frauen                            |
| --------------- | --- | --------------------------------- |
| Springen Einzel | Anton-Martin Bauer auf Vesuve Paluelle (11.) Thomas Metzger auf Royal Flash (Qualifikationsrunde) Helmut Morbitzer auf Racal (25.) Hugo Simon auf E.T. (4.) |                                   |
| Springen Team   | Anton-Martin Bauer, Thomas Metzger, Helmut Morbitzer, Hugo Simon (11.)                                                                                      |                                   |
| Dressur Einzel  | | Caroline Hatlapa auf Merlin (31.) |

### Rhythmische Sportgymnastik
| Disziplin | Frauen                                    |
| --------- | ----------------------------------------- |
| Einzel    | Birgit Schielin (24.) Nina Taborsky (29.) |

### Rudern
| Disziplin                   | Männer                                                                     | Frauen                                     |
| --------------------------- | -------------------------------------------------------------------------- | ------------------------------------------ |
| Einer                       | Horst Nußbaumer (9.)                                                       |                                            |
| Doppelzweier                | Arnold Jonke/Christoph Zerbst (5.)                                         | Monika Felizeter/Karola Schustereder (11.) |
| Leichtgewichts-Doppelzweier | Walter Rantasa/Wolfgang Sigl (5.)                                          |                                            |
| Zweier ohne Steuermann      | Hermann Bauer/Andreas Nader (11.)                                          |                                            |
| Vierer ohne Steuermann      | Gernot Faderbauer, Harald Hofmann, Martin Kobau, Christoph Schmölzer (12.) |                                            |

### Schießen
| Disziplin                                 | Männer                                                                             |
| ----------------------------------------- | ---------------------------------------------------------------------------------- |
| Luftgewehr, 10 Meter                      | Dieter Grabner (18. Platz, Qualifikation) Wolfram Waibel                           |
| Kleinkaliber Dreistellungskampf, 50 Meter | Thomas Farnik (13. Platz, Qualifikation) Wolfram Waibel                            |
| Kleinkaliber liegend, 50 Meter            | Thomas Farnik (42. Platz, Qualifikation) Wolfram Waibel (39. Platz, Qualifikation) |

### Schwimmen
| Disziplin      | Frauen               |
| -------------- | -------------------- |
| 50 m Freistil  | Judith Draxler (20.) |
| 100 m Freistil | Judith Draxler (27.) |
| 400 m Freistil | Martina Nemec (32.)  |
| 100 m Rücken   | Vera Lischka (5.)    |
| 200 m Brust    | Elvira Fischer (23.) |
| 200 m Lagen    | Martina Nemec (30.)  |
| 400 m Lagen    | Martina Nemec (30.)  |

### Segeln
| Disziplin | Männer                                   |
| --------- | ---------------------------------------- |
| Finn      | Hans Spitzauer (4.)                      |
| Laser     | Franz Urlesberger (14.)                  |
| Star      | Hubert Raudaschl/Andreas Hanakamp (15.)  |
| Tornado   | Andreas Hagara/Florian Schneeberger (4.) |

### Tennis
| Disziplin | Frauen                    |
| --------- | ------------------------- |
| Einzel    | Judith Wiesner (2. Runde) |

### Tischtennis
| Disziplin | Männer                                                                 |
| --------- | ---------------------------------------------------------------------- |
| Einzel    | Yi Ding (Vorrunde) Werner Schlager (Vorrunde)                          |
| Doppel    | Yi Ding/Qianli Qian (Vorrunde) Karl Jindrak/Werner Schlager (Vorrunde) |

### Wasserspringen
| Disziplin  | Männer              | Frauen             |
| ---------- | ------------------- | ------------------ |
| 3-m-Brett  | Richard Frece (14.) |                    |
| 10-m-Brett | Richard Frece (12.) | Anja Richter (11.) |